# Strongheart (film)
Strongheart è un cortometraggio muto del 1914 diretto da James Kirkwood sotto la supervisione di D.W. Griffith. Il film aveva come interpreti Henry B. Walthall, Blanche Sweet, Antonio Moreno, Gertrude Robinson, Tom McEvoy, Lionel Barrymore, Alan Hale.
Sceneggiato da Frank E. Woods, si basa sull'omonimo lavoro teatrale di William C. deMille, rappresentato a Broadway  il 30 gennaio 1905. Nel 1925, ne venne fatto un remake dal titolo Braveheart (tradotto in Italia come Sangue Indiano, che aveva come star Rod La Rocque.

## Trama
Affascinato dai racconti sulla vita dell'Est di Frank, un giovane cacciatore che lui ha salvato dalle acque del fiume, Soangataha, il figlio di un capo indiano, decide di seguire il suo nuovo amico e sua sorella Dorothy nelle terre orientali per acquisire anche lui il sapere dell'uomo bianco in modo da potere poi aiutare i suoi. Iscritto all'università, Soangataha, soprannominato "Strongheart", diventa una stella della squadra di football del Columbia College. Uno degli studenti, Ralph Thorne corteggia Dorothy, ma lei sembra preferirgli Dick, il grande amico di suo fratello. Thorne, pazzo di gelosia, volendo vendicarsi del suo rivale, lo fa ubriacare convincendolo a giocare d'azzardo. Persa una grossa somma, Dick non sa come pagarla e Thorne gli offre un prestito che l'altro, sperando di rifarsi, punta tutto sulla vittoria della squadra. Thorne, allora, prende la lista di Dick, quella dei segnali calcistici che dovrebbero usare i giocatori del Columbia, mandandola alla squadra avversaria che, però, troppo onesta per farlo, si rifiuta di usare. Si apre un'inchiesta per far luce sulla faccenda: visto che i segnali sono scritti a mano, si confrontano le grafie. Strongheart riconosce quella di Dick rifiutandosi però di identificarla. Cosa che fa sospettare al suo team che lui sia coinvolto nella faccenda, obbligandolo a restare in panchina durante la partita. Alla fine, il Columbia vince e le indagini portano a Thorne che, vistosi smascherato, deve confessare. Nel frattempo, Strongheart viene sorpreso da Frank insieme a sua sorella Dorothy. Lui dichiara di amarla e di volerla sposare, ma Frank lo tratta con disprezzo, accusandolo di non essere degno di una donna bianca. Al banchetto organizzato per festeggiare la vittoria, Strongheart non si presenta, dicendo che gli è stato insegnato che non è uno di loro e che lascerà l'università. Dorothy, dal canto suo, si mostra pronta a seguirlo. Ma, dal West arriva un messaggero con la notizia della morte del padre di Strongheart: ora il giovane dovrà assumersi tutte le responsabilità di un capo tribù e Black Eagle, il messaggero, costringe Strongheart a rendersi conto che Dorothy non potrà essere la donna giusta per affiancarlo in quella dura missione. Anche se Dorothy lo supplica di portarla con sé, alla fine, Soangataha parte da solo con Black Eagle, deciso di onorare i suoi doveri e il suo popolo.

## Produzione
Il film fu prodotto dalla Klaw & Erlanger e Biograph Company.

## Distribuzione
Distribuito dalla General Film Company, il film - un cortometraggio in tre bobine - uscì nelle sale cinematografiche statunitensi il 9 marzo 1914. Ne fu fatta una riedizione distribuita il 20 settembre 1916.
Copie della pellicola sono conservate negli archivi della Library of Congress di Washington e in quelli del Museum of Modern Art di New York.